# 25号後藤郁 卒業ライブ 25号かおるんの新しい旅立ち たくさんの想い出ごっちゃんですング!!!
『25号後藤郁 卒業ライブ 25号かおるんの新しい旅立ち たくさんの想い出ごっちゃんですング!!!』（25ごうごとうかおる そつぎょうライブ 25ごうかおるんのあたらしいたびだち たくさんのおもいでごっちゃんですング!!!）は、日本の女性アイドルグループ・アイドリング!!!のライブBlu-ray Disc。2014年10月27日にフジテレビジョンからリリースされた。

## 背景・リリース
2014年6月7日にZepp DiverCity Tokyoで開催した、女性アイドルグループ・アイドリング!!!のメンバー後藤郁の、卒業公演の模様を収録したBlu-ray Disc。本編全26曲に、舞台裏・リハーサル風景・インタビューなどを収めた特典映像が含まれている。ほか、オリジナルポストカード1枚の封入特典が付く。
本編
アイドリング!!!4期生として約4年間活動した、後藤郁の集大成となるライブ公演で、セットリストは本人によるもの。また、自身が並行して活動していた派生ユニット・アイドリングNEOも枠内に組み込み、当時のユニットの持てる全曲を披露した。本編には楽曲のほか、送別セレモニーなども収められている。
その他
酒井瞳は病気療養で活動休止中だった為、VTRでの出演。中学生メンバーであった清久レイア・橋本瑠果は、年齢による時間制約上16曲目までの参加に止どまっている。
本公演の前に「公開リハーサル」を実施しており、そこでのみ4期生による「ドーナツの向こう側 -4期ver.-」を初披露している。その模様は特典映像に収録された。
開始当初のステージ衣装は、『アイドリング!!!13thライブ』で使用されたものを流用している。

## 出演者
- 後藤郁
- 外岡えりか・横山ルリカ・河村唯・長野せりな・朝日奈央・菊地亜美・三宅ひとみ・橘ゆりか・大川藍・橋本楓・倉田瑠夏・尾島知佳・高橋胡桃・石田佳蓮・玉川来夢・清久レイア

アイドリングNEO兼任メンバー
- 伊藤祐奈・古橋舞悠・関谷真由・橋本瑠果・佐藤麗奈・佐藤ミケーラ倭子

VTR参加メンバー
- 酒井瞳

セレモニーMC
- バカリズム・森本さやか (アナウンサー)

## 収録曲
1. 目には青葉 山ホトトギス 初恋
2. eve
3. Shine On
4. キュピ♥
5. ドーナツの向こう側
（アイドリングNEOステージ）
1.mero mero
2.寝乙女X'mas night
3.プリ♥きゅんサバイバル
4.突進少女
5.胸アツ生誕祭!!!
6.Someday, Somewhere
7.Sakuraホライズン
6. いち恋
7. Forever Remember
8. GO EAST!!! GO WEST!!!
9. Iのスタンダード2014
（メドレー）
1.戦闘恋愛少女ロボB型の憂鬱
2.無条件☆幸福
3.MAMORE!!!
4.One Up!!!
5.SISTER
10. やらかいはぁと
11. サマーライオン
（アンコール）
12. さくらサンキュー
13. 「職業:アイドル。」
14. さよなら・またね・だいすき